# Badminton-Asienmeisterschaft 1997
Die Badminton-Asienmeisterschaft 1997 fand vom 3. bis 7. September 1997 im Stadium Negara in Kuala Lumpur, Malaysia, statt. 

## Medaillengewinner
| Disziplin    | Gold                                    | Silber                      | Bronze                        |
| ------------ | --------------------------------------- | --------------------------- | ----------------------------- |
| Herreneinzel | Sun Jun                                 | Hendrawan                   | Ardy Wiranata                 |
| Herreneinzel | Sun Jun                                 | Hendrawan                   | Hermawan Susanto              |
| Dameneinzel  | Yao Yan                                 | Yu Hua                      | Lidya Djaelawijaya            |
| Dameneinzel  | Yao Yan                                 | Yu Hua                      | Wu Huimin                     |
| Herrendoppel | Denny Kantono S. Antonius Budi Ariantho | Choong Tan Fook Lee Wan Wah | Chew Choon Eng Lee Chee Leong |
| Herrendoppel | Denny Kantono S. Antonius Budi Ariantho | Choong Tan Fook Lee Wan Wah | Eng Hian Hermono Yuwono       |
| Damendoppel  | Liu Zhong Huang Nanyan                  | Liu Lu Qian Hong            | Eti Tantra Cynthia Tuwankotta |
| Damendoppel  | Liu Zhong Huang Nanyan                  | Liu Lu Qian Hong            | Chen Li-chin Tsai Hui-min     |
| Mixed        | Zhang Jun Liu Lu                        | Yang Ming Qian Hong         | Wahyu Agung Rosalia Anastasia |
| Mixed        | Zhang Jun Liu Lu                        | Yang Ming Qian Hong         | Sandiarto Finarsih            |

## Resultate

### Herreneinzel
- Moosa Nashid –  Hesham Abdulrahman Mohamed Alabbasi: 15-8 / 15-7
- Keishi Kawaguchi –  Afshin Bozorgzadeh: 15-13 / 15-6
- Duminda Jayakody –  Teng Shih Ee: 15-12 / 15-7
- Win Zaw –  Hameed Nasimi: 15-9 / 15-3
- Chhorvann Chhea –  Naseer Adbulla Ali: 15-11 / 10-5 Ret.
- Saed Bahador Zakizadeh –  Shinji Ohta: 12-15 / 17-14 / 15-3
- Abdullah Shakeeb - Mohammed Saleh: 15-5 / 15-0
- Taufik Hidayat -  Vanna Khun: 15-1 / 15-1
- Chien Yu-hsiu –  Hoàng Đông Nghị: 15-3 / 15-2
- Heo Hyeong-seon –  Morteza Validarvi: 18-13 / 15-10
- Joaquim Lobo –  Riyaz Ahmed: 15-6 / 15-9
- Sambo Ang –  Khalid Hamza: 15-1 / 15-0
- Xia Xuanze –  Lwin Aung: 15-9 / 15-9
- Choi Min-ho –  Riyaz Hassan: 15-6 / 15-7
- Lee Mou-chou -  Chandararith Huot: 15-1 / 4-0 Ret.
- Ma Chon Fai –  Abdulla Al-Essa: 15-1 / 15-0
- Salim –  Ali Reza Shafiee: 15-7 / 15-3
- Park Tae-sang -  Sarwar Hussain: 15-8 / 7-2 Ret.
- Thushara Edirisinghe –  Mohamed Sharath: 15-6 / 15-8
- Nguyễn Văn Trung –  Samir Bahadur Singh: 15-13 / 15-12
- Chen Wei -  Bunyan Balal: w.o.
- Lee Hyun-il –  Jayant Kumar Shrestha: w.o.
- Kiran Thapa -  Tareq Shalhoum: w.o.
- Mohammad Golkar –  Wajid Ali Chaudhry: w.o.
- Sun Jun -  Mahbubur Rob: 15-4 / 15-1
- Kim Hyung-joon –  Sudeep Younjan: 15-4 / 15-2
- Duminda Jayakody –  Keishi Kawaguchi: 15-13 / 15-3
- George Rimarcdi –  Julius Marcos: 15-0 / 15-0
- Abhinn Shyam Gupta –  Lee Sang-bok: 15-6 / 17-15
- Roslin Hashim –  Wee Kai Toh: 15-4 / 15-7
- Win Zaw -  Chhorvann Chhea: 15-2 / 15-4
- Hermawan Susanto –  Maxim Kruglik: 15-2 / 15-1
- Chen Wei –  Mubarak Mohammed: 15-1 / 15-1
- Wong Choong Hann -  Rasel Kabir Sumon: 15-1 / 15-2
- Lee Hyun-il –  Saed Bahador Zakizadeh: 12-15 / 15-6 / 15-12
- Yong Hock Kin –  Danilo Ildefonso: 15-3 / 15-1
- Abdullah Shakeeb –  Lo Ka Lon: 15-4 / 15-4
- Tam Lok Tin –  Wei Kwang Eric Law: 15-5 / 15-2
- Taufik Hidayat –  Chien Yu-hsiu: 1-15 / 15-12 / 15-4
- Heo Hyeong-seon –  Kiran Thapa: 15-4 / 15-3
- Jason Wong –  Kimihiko Obuki: 15-2 / 15-10
- Joaquim Lobo -  Sambo Ang: 15-8 / 15-5
- Hendrawan –  Igor Dmitriev: 15-3 / 15-5
- Xia Xuanze –  Mohammad Golkar: 15-5 / 15-4
- Amough Kulkarni –  Takuya Takehana: 15-8 / 15-9
- Choi Min-ho –  Wally Fernandez: 15-6 / 15-12
- Ong Ewe Hock –  Yau Tsz Yuk: 15-4 / 15-7
- Lee Mou-chou –  Ma Chon Fai: 15-1 / 15-1
- Ramesh Nathan –  Lin Liwen: 17-15 / 15-2
- Lo Ah Heng –  Chetan Anand: 15-11 / 15-10
- Park Tae-sang –  Thushara Edirisinghe: 15-3 / 15-1
- Ismail Saman –  Kuan Yang Adrian Tay: 15-3 / 15-5
- Ardy Wiranata –  Naing Oo Lin: 15-1 / 15-4
- Moosa Nashid –  Islam Amir: w.o.
- Salim -  Mohamad Hollaq: w.o.
- Miguel Acosta –  Nguyễn Văn Trung: w.o.
- Sun Jun –  Moosa Nashid: 15-1 / 15-6
- Kim Hyung-joon –  Duminda Jayakody: 15-13 / 15-8
- George Rimarcdi –  Abhinn Shyam Gupta: 17-15 / 15-5
- Roslin Hashim –  Win Zaw: 15-13 / 15-2
- Hermawan Susanto –  Chen Wei: 15-10 / 15-9
- Wong Choong Hann –  Lee Hyun-il: 15-4 / 15-9
- Yong Hock Kin –  Abdullah Shakeeb: 15-1 / 15-1
- Taufik Hidayat –  Tam Lok Tin: 15-5 / 15-3
- Jason Wong –  Heo Hyeong-seon: 15-6 / 15-13
- Hendrawan –  Joaquim Lobo: 15-3 / 15-3
- Xia Xuanze –  Amough Kulkarni: 18-15 / 15-2
- Ong Ewe Hock –  Choi Min-ho: 15-7 / 15-1
- Lee Mou-chou –  Ramesh Nathan: 15-8 / 15-8
- Salim –  Lo Ah Heng: 12-15 / 15-5 / 15-5
- Ismail Saman –  Park Tae-sang: 15-6 / 15-10
- Ardy Wiranata –  Miguel Acosta: 15-4 / 15-6
- Sun Jun –  Kim Hyung-joon: 15-1 / 15-4
- George Rimarcdi –  Roslin Hashim: 15-5 / 15-10
- Hermawan Susanto –  Wong Choong Hann: 15-13 / 12-15 / 17-14
- Taufik Hidayat –  Yong Hock Kin: 6-15 / 15-6 / 17-14
- Hendrawan –  Jason Wong: 15-10 / 15-13
- Ong Ewe Hock –  Xia Xuanze: 15-2 / 15-5
- Lee Mou-chou –  Salim: 15-12 / 9-15 / 15-7
- Ardy Wiranata –  Ismail Saman: 15-17 / 18-15 / 15-3
- Sun Jun –  George Rimarcdi: 15-6 / 8-15 / 15-5
- Hermawan Susanto –  Taufik Hidayat: 15-9 / 15-7
- Hendrawan –  Ong Ewe Hock: 15-3 / 17-14
- Ardy Wiranata –  Lee Mou-chou: 15-9 / 14-18 / 15-12

|  | Halbfinale | Halbfinale       | Halbfinale | Halbfinale | Halbfinale |  |  | Finale | Finale    | Finale | Finale | Finale |
|  |            |                  |            |            |            |  |  |        |           |        |        |        |
|  |            |                  |            |            |            |  |  |        |           |        |        |        |
|  |            | Sun Jun          | 15         | 15         |            |  |  |        |           |        |        |        |
|  |            | Hermawan Susanto | 4          | 8          |            |  |  |        |           |        |        |        |
|  |            |                  |            |            |            |  |  |        | Sun Jun   | 18     | 8      | 15     |
|  |            |                  |            |            |            |  |  |        | Hendrawan | 14     | 15     | 9      |
|  |            | Hendrawan        | 18         | 15         |            |  |  |        |           |        |        |        |
|  |            | Ardy Wiranata    | 15         | 10         |            |  |  |        |           |        |        |        |
|  |            |                  |            |            |            |  |  |        |           |        |        |        |

### Dameneinzel
- Yu Hua –  Neelima Chowdary: 11-1 / 11-3
- Ng Ching –  Masako Sakamoto: 11-5 / 11-9
- Kyoko Komuro –  Woon Sze Mei: 10-12 / 12-10 / 11-3
- Park So-yun –  Pun Wai Kun: 11-1 / 11-1
- Lee Yin Yin –  Sampada Ghatnekar: 1-11 / 11-7 / 11-7
- Chan Ya-lin -  Rani Adhikary Konika: 11-0 / 11-1
- Yuli Marfuah –  Jie Elyni: 11-2 / 11-2
- Wu Huimin –  Ishwarii Boopathy: 11-3 / 11-5
- Nirmala Velaskar –  Wong Miew Kheng: 11-4 / 11-6
- Kanako Yonekura –  Shin Ja-young: 11-3 / 11-6
- Lee Deuk-soon –  Winnie Lee: 11-5 / 11-2
- Lee Joo Hyun –  Inoka Rohini de Silva: 11-0 / 11-0
- Yu Hua –  Woo Pui Kuan: 11-5 / 11-3
- Huang Chia-chi –  Lee Ha-na: 11-2 / 11-2
- Ng Ching -  Larisa Proskurakova: 11-0 / 11-9
- Zeng Yaqiong –  Nguyễn Hạnh Dung: 11-2 / 11-2
- Kyoko Komuro –  Irina Gritsenko: 11-2 / 11-3
- Lee Yin Yin –  Park So-yun: 11-6 / 11-3
- Yuli Marfuah –  Chan Ya-lin: 11-6 / 11-6
- Wu Huimin -  Elena Usoltseva: 11-1 / 11-3
- Yasuko Mizui –  Chandrika de Silva: 11-1 / 11-4
- Kanako Yonekura –  Nirmala Velaskar: 11-0 / 12-9
- Ellen Angelina –  Saule Kustavletova: 11-5 / 12-9
- Lee Deuk-soon –  Chan Suet Sao: 11-1 / 11-0
- Yao Yan –  Trần Thị Thanh Thảo: 11-1 / 11-1
- Lidya Djaelawijaya –  Asma Butt: w.o.
- Lee Kyung-won –  Ayesha Akram: w.o.
- Yu Hua –  Lee Joo Hyun: 11-4 / 11-4
- Huang Chia-chi –  Ng Ching: 11-5 / 11-3
- Zeng Yaqiong –  Kyoko Komuro: 11-7 / 11-12 / 11-4
- Lidya Djaelawijaya –  Lee Yin Yin: 11-4 / 11-2
- Lee Kyung-won –  Yuli Marfuah: 12-10 / 7-11 / 11-8
- Wu Huimin –  Yasuko Mizui: 1-11 / 12-9 / 12-11
- Ellen Angelina –  Kanako Yonekura: 11-8 / 11-6
- Yao Yan –  Lee Deuk-soon: 11-7 / 11-1
- Yu Hua –  Huang Chia-chi: 11-0 / 11-4
- Lidya Djaelawijaya –  Zeng Yaqiong: 7-11 / 11-7 / 11-6
- Wu Huimin –  Lee Kyung-won: 11-7 / 11-4
- Yao Yan –  Ellen Angelina: 11-6 / 11-3

|  | Halbfinale | Halbfinale         | Halbfinale | Halbfinale | Halbfinale |  |  | Finale | Finale  | Finale | Finale | Finale |
|  |            |                    |            |            |            |  |  |        |         |        |        |        |
|  |            |                    |            |            |            |  |  |        |         |        |        |        |
|  |            | Lidya Djaelawijaya | 7          | 11         | 8          |  |  |        |         |        |        |        |
|  |            | Yu Hua             | 11         | 2          | 11         |  |  |        |         |        |        |        |
|  |            |                    |            |            |            |  |  |        | Yu Hua  | 11     | 9      | 5      |
|  |            |                    |            |            |            |  |  |        | Yao Yan | 2      | 11     | 11     |
|  |            | Wu Huimin          | 7          | 5          |            |  |  |        |         |        |        |        |
|  |            | Yao Yan            | 11         | 11         |            |  |  |        |         |        |        |        |
|  |            |                    |            |            |            |  |  |        |         |        |        |        |

### Herrendoppel
- Tesana Panvisavas /  Anurak Thiraratsakul –  Moosa Nashid /  Mohamed Sharath: 15-4 / 15-4
- Chen Wei /  Xia Xuanze –  Afshin Bozorgzadeh /  Mohammad Golkar: 15-3 / 15-6
- Sambo Ang /  Chhorvann Chhea –  Kiran Thapa /  Sudeep Younjan: 6-15 / 17-15 / 18-16
- Keishi Kawaguchi /  Kimihiko Obuki –  Ma Chon Fai /  Teng Shih Ee: 15-9 / 15-3
- Ali Reza Shafiee /  Saed Bahador Zakizadeh –  Hassan Riyaz /  Abdullah Shakeeb: 15-5 / 15-7
- Choi Min-ho /  Heo Hyeong-seon –  Wally Fernandez /  Julius Marcos: 15-5 / 15-5
- Chew Choon Eng /  Lee Chee Leong –  Chetan Anand /  Amough Kulkarni: 15-9 / 15-3
- Lee Sung-yuan /  Lin Wei-hsiang –  Chow Kin Man /  Yau Tsz Yuk: 15-5 / 15-11
- Cheng Rui /  Wang Wei –  Jayant Kumar Shrestha /  Samir Bahadur Singh: 15-2 / 15-0
- Hameed Nasimi /  Morteza Validarvi –  Khalid Hamza /  Mubarak Mohammed: 15-2 / 15-7
- Kim Hyung-joon /  Lee Sang-bok –  Lo Ka Lon /  Joaquim Lobo: 15-2 / 15-2
- Miguel Acosta /  Danilo Ildefonso -  Chandararith Huot /  Vanna Khun: 15-10 / 15-11
- Htein Win /  Win Zaw -  Bunyan Balal /  Talal Derki: w.o.
- Riyaz Ahmed /  Naseer Adbulla Ali -  Mohamad Hollaq /  Tareq Shalhoum: w.o.
- Tesana Panvisavas /  Anurak Thiraratsakul –  Lee Hyun-il /  Park Tae-sang: 2-15 / 15-11 / 15-1
- Chien Yu-hsun /  Huang Shih-chung –  Thushara Edirisinghe /  Duminda Jayakody: 15-6 / 8-15 / 15-8
- Chen Wei /  Xia Xuanze -  Sambo Ang /  Chhorvann Chhea: 15-1 / 15-2
- Htein Win /  Win Zaw –  Keishi Kawaguchi /  Kimihiko Obuki: 15-12 / 15-10
- Cheah Soon Kit /  Pang Cheh Chang –  Yang Ming /  Zhang Jun: 14-17 / 15-12 / 15-11
- Choi Min-ho /  Heo Hyeong-seon –  Ali Reza Shafiee /  Saed Bahador Zakizadeh: 15-9 / 15-7
- Chew Choon Eng /  Lee Chee Leong –  Lee Sung-yuan /  Lin Wei-hsiang: 15-12 / 15-9
- Kitipon Kitikul /  Khunakorn Sudhisodhi –  Hoàng Đông Nghị /  Nguyễn Văn Trung: 15-3 / 15-4
- Cheng Rui /  Wang Wei –  Riyaz Ahmed /  Naseer Adbulla Ali: 15-0 / 15-2
- Davis Efraim /  Halim Haryanto -  Valery Khan /  Rustam Maksutov: 15-5 / 15-3
- Kim Hyung-joon /  Lee Sang-bok –  Hameed Nasimi /  Morteza Validarvi: 15-0 / 15-5
- Shinji Ohta /  Takuya Takehana –  Igor Dmitriev /  Maxim Kruglik: 15-4 / 18-13
- Lwin Aung /  Naing Oo Lin –  Miguel Acosta /  Danilo Ildefonso: 15-2 / 15-2
- Choong Tan Fook /  Lee Wan Wah -  Rasel Kabir Sumon /  Mahbubur Rob: 15-3 / 15-8
- S. Antonius Budi Ariantho /  Denny Kantono –  Wajid Ali Chaudhry /  Islam Amir: w.o.
- S. Antonius Budi Ariantho /  Denny Kantono –  Tesana Panvisavas /  Anurak Thiraratsakul: 15-9 / 15-11
- Chen Wei /  Xia Xuanze –  Chien Yu-hsun /  Huang Shih-chung: 15-11 / 12-15 / 15-2
- Eng Hian /  Hermono Yuwono –  Htein Win /  Win Zaw: 15-6 / 15-7
- Cheah Soon Kit /  Pang Cheh Chang –  Choi Min-ho /  Heo Hyeong-seon: 15-7 / 15-6
- Chew Choon Eng /  Lee Chee Leong –  Kitipon Kitikul /  Khunakorn Sudhisodhi: 15-6 / 15-7
- Davis Efraim /  Halim Haryanto –  Cheng Rui /  Wang Wei: 15-5 / 17-14
- Shinji Ohta /  Takuya Takehana –  Kim Hyung-joon /  Lee Sang-bok: 15-12 / 15-5
- Choong Tan Fook /  Lee Wan Wah –  Lwin Aung /  Naing Oo Lin: 15-3 / 15-7
- S. Antonius Budi Ariantho /  Denny Kantono –  Chen Wei /  Xia Xuanze: 15-7 / 15-7
- Chew Choon Eng /  Lee Chee Leong –  Davis Efraim /  Halim Haryanto: 15-11 / 15-9
- Choong Tan Fook /  Lee Wan Wah –  Shinji Ohta /  Takuya Takehana: 15-9 / 15-10
- Eng Hian /  Hermono Yuwono –  Cheah Soon Kit /  Pang Cheh Chang: w.o.

|  | Halbfinale | Halbfinale                              | Halbfinale | Halbfinale | Halbfinale |  |  | Finale | Finale                                  | Finale | Finale | Finale |
|  |            |                                         |            |            |            |  |  |        |                                         |        |        |        |
|  |            |                                         |            |            |            |  |  |        |                                         |        |        |        |
|  |            | S. Antonius Budi Ariantho Denny Kantono | 15         | 15         |            |  |  |        |                                         |        |        |        |
|  |            | Eng Hian Hermono Yuwono                 | 12         | 10         |            |  |  |        |                                         |        |        |        |
|  |            |                                         |            |            |            |  |  |        | S. Antonius Budi Ariantho Denny Kantono | 4      | 15     | 15     |
|  |            |                                         |            |            |            |  |  |        | Choong Tan Fook Lee Wan Wah             | 15     | 9      | 7      |
|  |            | Chew Choon Eng Lee Chee Leong           | 13         | 12         |            |  |  |        |                                         |        |        |        |
|  |            | Choong Tan Fook Lee Wan Wah             | 15         | 15         |            |  |  |        |                                         |        |        |        |
|  |            |                                         |            |            |            |  |  |        |                                         |        |        |        |

### Damendoppel
- Wu Huimin /  Yu Hua –  Wong Miew Kheng /  Woon Sze Mei: 15-4 / 15-1
- Lee Kyung-won /  Park So-yun –  Nguyễn Hạnh Dung /  Trần Thị Thanh Thảo: 15-4 / 15-1
- Yasuko Mizui /  Masako Sakamoto –  Neelima Chowdary /  Nirmala Velaskar: 15-3 / 15-5
- Norhasikin Amin /  Ang Li Peng –  Jie Elyni /  Ng Ching: 15-1 / 15-3
- Angeline de Pauw /  Vita Marissa –  Sune Vedel Kok /  Jonas Lissau-Jensen: w.o.
- Lee Ha-na /  Shin Ja-young –  Ayesha Akram /  Asma Butt: w.o.
- Fatimah Kumin Lim /  Zanetta Lee - bye: w.o.
- Huang Nanyan /  Liu Zhong –  Irina Gritsenko /  Saule Kustavletova: 15-4 / 15-1
- Angeline de Pauw /  Vita Marissa –  Kyoko Komuro /  Kanako Yonekura: 15-2 / 15-9
- Chen Li-chin /  Tsai Hui-min -  Konika Rani Adhikary /  Ahmed Sharmin: 15-1 / 15-1
- Wu Huimin /  Yu Hua –  Lee Kyung-won /  Park So-yun: 15-5 / 15-4
- Yasuko Mizui /  Masako Sakamoto –  Lee Ha-na /  Shin Ja-young: 15-7 / 15-7
- Eti Tantra /  Cynthia Tuwankotta –  Chan Suet Sao /  Pun Wai Kun: 15-1 / 15-2
- Norhasikin Amin /  Ang Li Peng –  Fatimah Kumin Lim /  Zanetta Lee: 15-9 / 15-5
- Liu Lu /  Qian Hong –  Inoka Rohini de Silva /  Chandrika de Silva: 15-1 / 15-2
- Huang Nanyan /  Liu Zhong -  Angeline de Pauw /  Vita Marissa: 15-9 / 15-4
- Chen Li-chin /  Tsai Hui-min –  Wu Huimin /  Yu Hua: 15-2 / 15-6
- Eti Tantra /  Cynthia Tuwankotta –  Yasuko Mizui /  Masako Sakamoto: 15-10 / 15-11
- Liu Lu /  Qian Hong –  Norhasikin Amin /  Ang Li Peng: 15-8 / 15-5

|  | Halbfinale | Halbfinale                    | Halbfinale | Halbfinale | Halbfinale |  |  | Finale | Finale                 | Finale | Finale | Finale |
|  |            |                               |            |            |            |  |  |        |                        |        |        |        |
|  |            |                               |            |            |            |  |  |        |                        |        |        |        |
|  |            | Liu Zhong Huang Nanyan        | 15         | 15         |            |  |  |        |                        |        |        |        |
|  |            | Chen Li-chin Tsai Hui-min     | 7          | 9          |            |  |  |        |                        |        |        |        |
|  |            |                               |            |            |            |  |  |        | Liu Zhong Huang Nanyan | 12     | 17     | 15     |
|  |            |                               |            |            |            |  |  |        | Liu Lu Qian Hong       | 15     | 14     | 6      |
|  |            | Cynthia Tuwankotta Eti Tantra | 10         | 9          |            |  |  |        |                        |        |        |        |
|  |            | Liu Lu Qian Hong              | 15         | 15         |            |  |  |        |                        |        |        |        |
|  |            |                               |            |            |            |  |  |        |                        |        |        |        |

### Mixed
- Yau Tsz Yuk /  Jie Elyni –  Duminda Jayakody /  Inoka Rohini de Silva: 8-15 / 15-12 / 15-8
- Heo Hyeong-seon /  Lee Deuk-soon –  Boo Hock Khoo /  Woo Pui Kuan: 15-12 / 15-6
- Lee Hyun-il /  Shin Ja-young –  Maxim Kruglik /  Saule Kustavletova: 15-4 / 11-15 / 15-11
- Pang Cheh Chang /  Norhasikin Amin –  Huang Shih-chung /  Tsai Hui-min: 15-8 / 15-11
- Rosman Razak /  Ishwarii Boopathy –  Nguyễn Văn Trung /  Trần Thị Thanh Thảo: 15-4 / 15-4
- Yang Ming /  Qian Hong –  Thushara Edirisinghe /  Chandrika de Silva: 15-6 / 15-12
- Chew Choon Eng /  Ang Li Peng –  Chee Soon Kelvin Lim /  Fatimah Kumin Lim: 15-3 / 15-2
- Cheng Rui /  Huang Nanyan -  Sarwar Hussain /  Ahmed Sharmin: 15-1 / 15-3
- Tan Kim Her /  Winnie Lee –  Tam Lok Tin /  Ng Ching: 15-2 / 15-9
- Lee Sang-bok /  Lee Kyung-won –  Hoàng Đông Nghị /  Nguyễn Hạnh Dung: 15-2 / 15-2
- Wang Wei /  Liu Zhong –  Islam Amir /  Ayesha Akram: w.o.
- Lee Chee Leong /  Lee Yin Yin –  Wajid Ali Chaudhry /  Asma Butt: w.o.
- Sandiarto /  Finarsih –  Yau Tsz Yuk /  Jie Elyni: 15-10 / 15-8
- Wang Wei /  Liu Zhong –  Heo Hyeong-seon /  Lee Deuk-soon: 15-8 / 15-7
- Zhang Jun /  Liu Lu –  Lee Hyun-il /  Shin Ja-young: 15-5 / 15-7
- Pang Cheh Chang /  Norhasikin Amin –  Rosman Razak /  Ishwarii Boopathy: 15-8 / 15-5
- Yang Ming /  Qian Hong –  Chew Choon Eng /  Ang Li Peng: 15-4 / 15-8
- Park Tae-sang /  Park So-yun –  Lee Chee Leong /  Lee Yin Yin: 2-15 / 15-10 / 15-7
- Cheng Rui /  Huang Nanyan –  Tan Kim Her /  Winnie Lee: 15-4 / 15-5
- Wahyu Agung /  Rosalia Anastasia –  Lee Sang-bok /  Lee Kyung-won: 15-11 / 15-6
- Sandiarto /  Finarsih –  Wang Wei /  Liu Zhong: 17-14 / 14-17 / 15-6
- Zhang Jun /  Liu Lu –  Pang Cheh Chang /  Norhasikin Amin: 15-11 / 6-0 Ret.
- Yang Ming /  Qian Hong –  Park Tae-sang /  Park So-yun: 15-5 / 9-15 / 15-13
- Wahyu Agung /  Rosalia Anastasia –  Cheng Rui /  Huang Nanyan: 15-6 / 15-9

|  | Halbfinale | Halbfinale                    | Halbfinale | Halbfinale | Halbfinale |  |  | Finale | Finale              | Finale | Finale | Finale |
|  |            |                               |            |            |            |  |  |        |                     |        |        |        |
|  |            |                               |            |            |            |  |  |        |                     |        |        |        |
|  |            | Sandiarto Finarsih            | 3          | 15         | 4          |  |  |        |                     |        |        |        |
|  |            | Zhang Jun Liu Lu              | 15         | 2          | 15         |  |  |        |                     |        |        |        |
|  |            |                               |            |            |            |  |  |        | Zhang Jun Liu Lu    | 15     | 17     |        |
|  |            |                               |            |            |            |  |  |        | Yang Ming Qian Hong | 12     | 16     |        |
|  |            | Yang Ming Qian Hong           | 15         | 15         |            |  |  |        |                     |        |        |        |
|  |            | Wahyu Agung Rosalia Anastasia | 10         | 11         |            |  |  |        |                     |        |        |        |
|  |            |                               |            |            |            |  |  |        |                     |        |        |        |

## Medaillenspiegel
| Rang   | Land                | Gold | Silber | Bronze | Gesamt |
| ------ | ------------------- | ---- | ------ | ------ | ------ |
| 1      | Volksrepublik China | 4    | 3      | 1      | 8      |
| 2      | Indonesien          | 1    | 1      | 7      | 9      |
| 3      | Malaysia            | 0    | 1      | 1      | 2      |
| 4      | Chinesisch Taipeh   | 0    | 0      | 1      | 1      |
| Gesamt | Gesamt              | 5    | 5      | 10     | 20     |